# Adel i Danmark
Adel er en samfundsklasse, der i Danmark nød visse privilegier og særrettigheder indtil Grundlovens indførelse i 1849 og lensafløsningen i 1919.
Den danske adel, der groft inddeles i uradel, brevadel, højadel og lavadel, består i dag af ca. 200 slægter, der enten er ubetitlede, friherrelige (=baron), lensfriherrelige (=lensbaron), grevelige eller lensgrevelige. Som uradel regnes den adel, der kendes før reformationen (1536), mens brevadelen er den adel, der derefter har fået sit adelskab gennem et patent (enten embedsmænd eller militære, heraf sværdadel). Som højadel regnes den gamle rigsrådsadel og den betitlede adel efter enevældens indførelse 1660. I alt har der eksisteret ca. 725 danske adelsslægter.
For en opgørelse over danske adesslægter, se danske adelsslægter.

## Dansk adel i middelalderen
Lige som de øvrige germanske folk har også nordboerne vistnok haft en oprindelig fødselsadel; i Danmark har denne rigtignok kun efterladt få spor. Vi ser dog i 11. og 12. århundrede en række ansete mænd hæve sig over bønderne; de er folkets talsmænd på tinge, og de beklæder stillingen som styresmænd (se denne), der nedarvedes på mandslinjen. Jævnsides dem, men mindre ansete, står kongens huskarle, medlemmer af hans hird, der har svoret ham troskabsed, gør tjeneste i hans gård og er underkastede »vederloven«, gamle hirdregler, som efter traditionen skal være optegnede i Knud den Stores tid. I begyndelsen af valdemarstiden smelter disse to klasser dog sammen, samtidig med, at rammerne stærkt udvides: enhver kan sværge kongen troskabsed, blive hans »mand«; han forpligtiges derved til krigstjeneste, men han bliver fri for de faste skatter, der indførtes på denne tid. Samtidig med, at den almindelige ledingspligt begyndte at falde bonden tungere, fik kongen herved mænd, der var rede til at drage ud på hans bud, mere krigsøvede og bedre udrustede, oftest vel også til hest. Foruden kongen havde også bisperne og de fyrstelige lensmænd ret til at tage »mænd«. Disse kaldtes herremænd, hvad tiden selv forstod som herrernes mænd (homines dominorum); mulig er den oprindelige form dog hærmand, svarende til det latinske navn milites; ofte bruger Saxo i stedet herfor equites, ryttere. Herremændene blev valdemarernes hovedstøtte ved deres erobringer og tillige som rigsadel et bånd mellem de landskaber, hvoraf riget var sammensat, et middel til at forbinde rigets lande, mellem hvilke provinsmodsætningen endnu var stor; med dem rådslog kongerne om statens anliggender, og det gamle folketing afløstes af det aristokratiske Danehof.
I tiden fra 1241 til 1340 gik folkets krigsdygtighed helt til grunde; krigene førtes ene med ryttere, og rundtomkring byggedes faste borge. Under påvirkning fra udlandet fik herremændene højere tanker om deres stilling; kongerne tilstræbte derimod at opretholde deres strenge underordning, især ved af vederloven at benytte de artikler, der handlede om »avindskjold«, anslag mod herrens liv, og da Erik Klipping dræbtes af sine mænd, varede striden om dommens retfærdighed en hel menneskealder. Stormændene søgte at sætte skranker for kongernes vilkårlige myndighed, og de første håndfæstninger udstedtes; samtidig lå kongerne i strid med prælaterne og de fyrstelige lensmænd. Under disse brydninger opløstes rigets sammenhæng. Christoffer II var landløs, da han døde, en roi fainéant; tilstanden ligner overhovedet de forhold i Frankerriget, der gik forud for den fuldstændige lensopløsning. Men krisen blev kort, og den overvandtes især ved, at det blev udlændinge, de holstenske grever og deres adel, der tog magten fra de danske stormænd; derved rejste der sig en national modstand, og da grev Gert drog ind i Jylland »for at ødelægge den jyske Adel«, dræbtes han af Niels Ebbesen. Valdemar Atterdag samlede atter riget, og under hans og hans datter Margrethes stærke hånd vænnedes adelen af med at stå riget imod. De forræderiske forbindelser med landets fjender hørte efterhånden op; landefreden hævdedes skarpt, mange adelsborge sank i grus, og adelen nødtes til at tilbagegive det bondegods, den havde tilegnet sig.
Af denne krise udgik adelen med den karakter, som den siden beholdt indtil 1660. Adelen var nu fødselsadel; den, der fødes af adelen, er væbner, »af våben«, og fører slægtens adelige skjold; ridderfærdigheden blev et højere trin, som kun de færreste nåede. Efterhånden droges grænserne skarpere; den fri kvinde, der ægtede en ufri, mistede sit adelsskab; de lavere klasser af adelen, der levede blandt og som bønder, skødes helt bort. Antagelsen af familienavne påbødes adelen 1525 og adelen var nu rigsstand. Det rent personlige forhold til kongen hørte op, om end kongen vedblivende kaldte hver adelsmand »vor Mand og Tjener«. Adelen var rigets »fri og frelse« mænd, der »vover deres Hals for Riget« og derfor nød skattefrihed. Adelen oppebar bøder af sine undergivne og fik en stedse udvidet jurisdiktion over dem, til sidst den fulde hals- og håndsret; adelen var eneberettiget til at hjælpe kongen med at styre landet; de len, hvori riget var delt, skulde tildeles adelen, der deraf gjorde rostjeneste ligesom af sine private godser. Adelens politiske indflydelse var samlet i Rigsrådet; det valgtes af kongen, men stod som den egentlige herre i riget over for de skiftende valgkonger.
Inden for den lange periode fra Kalmarunionens stiftelse til suveræniteten er der dog store svingninger i adelens stilling. Unionen åbnede den danske adels adgang til at vinde len og gods i Sverige og Norge; men da den nationale bevægelse rejste sig i Sverige, benyttede den danske adel den til at gøre ende på den stærke kongemagt i Danmark ved at afsætte Erik af Pommern. I den følgende tid gik adelens myndighed stærkt fremad. Rigsrådet indskrænkede stedse mere kongemagten og fik lovhjemlet ret til at afsætte den regent, der ikke overholdt sin håndfæstning; adelen sad inde med næsten alle rigets len på de gunstigste vilkår, og kun en ringe del var henlagt til »fadeburet« til kongens særlige underhold; tillige fik adelen hovedudbyttet af den katolske kirkes rigdom, idet prælaturerne næsten uden undtagelse besattes med adelen, medens herreklostrene afgav hjemsted for adelens ældre mænd og ugifte kvinder. Om alt dette kom så et stort opgør i 16. århundredes første menneskealder; Christian II's forsøg på at styrte adelsvælden mislykkedes; under Frederik I vandt adelen videre frem end nogen sinde og så sig allerede som den naturlige arvtager til hele kirkegodset; men så kom grevefejden med adelens nederlag over for borgere og bønder. Adelen søgte ly hos kongen og statsomvæltningen 1536 blev i første linje en sejr for kongemagten, som førtes videre ved Christian III's kloge politik; de adelige prælater forsvandt med katolicismen, kirkegodset kom i kronens hænder, lensvæsenet omdannedes i monarkisk retning.

## Efter reformationen 1536
Efter reformationen begyndte adelen at miste sit præg af krigerstand. Den rustede adelsskare havde længe ikke været rigets eneste forsvarsmiddel; nu var den end ikke mere kernen i hæren, og de mange forsøg på at reorganisere rostjenesten faldt ikke gunstigt ud. Fra krigen vendte adelen da mere og mere tanken mod fredens gerninger. Adelsmanden kunde studere og gå embedsvejen, søge ind i kongens kancelli og ende med at få en af de godt aflagte lensmandsstillinger eller endog blive rigsråd, eller han kunde kaste sig over driften af sit jordegods, samle strøgodset til afrundede helheder, stræbe ved stordrift at øge sin rigdom. Adelen gjorde både det ene og det andet, og den lykkelige fredstid fra 1570 til 1625 kastede stor glans over den danske adel. Den grebes af tidens strømninger; den var religiøs og national, beskyttede de borgerliges videnskabelige stræben og tog selv del i arbejdet; en adelig historiker, Arild Huitfeldt, skildrede fædrelandets historie fra adelens synspunkter, og adelsdamerne syslede med slægternes fortid og med folkeviserne fra riddertiden. Pragtfulde herregårde rejste sig rundt om; prisstigningen på alle landbrugsprodukter tillod adelen at udfolde en hidtil ukendt luksus. Denne glansperiode varede dog kun kort; ulykkerne strømmede ind over landet og ramte adelen hårdere end nogen anden. Krigene viste, hvor lidt adelen var værd for landets forsvar; de kritiske forhold i landbruget åbenbarede, at adelen havde levet over evne; dens overdådighed havde undergravet dens livskraft, og mange slægter uddøde med unge mænd i tyveårsalderen.
Rigets ulykker nødte Christian IV til at søge bistand hos sine undersåtter. Og i hans senere år kom adelen som stand til at spille en større politisk rolle end nogen sinde. Stændermøder sammentrådte, og adelen blev her den førende stand, der vandt store dele af regeringsmyndigheden både fra konge og rigsråd. Der syntes at være spirer til en frugtbar udvikling; adelen viste levende interesse for riget; dens repræsentanter talte også ofte de lavere klassers sag; men den kunne dog ikke tænke sig at opgive sin hele særstilling, og hvad den ville ofre, tilfredsstillede hverken konge eller folk. I selve adelens rækker var der splid; svigersønnepartiet gik sine egne veje, og rigsrådet så skævt til adelens stændermyndighed. Frederik III, der måtte købe sin krone med en håndfæstning strengere end nogen siden Frederik I's, sigtede fra første færd bevidst mod adelens undergang; standens betydeligste talent, Hannibal Sehested, stillede sig på kongens side; dens mest fremragende mand, Corfitz Ulfeldt, gik i landflygtighed, hævdende adelsmandens middelalderlige ret til frit at vælge sin herre. Så gjorde svenskekrigen og Københavns belejring Frederik III til den nationale konge, der i forbund med borgerstanden kunne tillægge sig selv enevældig magt.

## Enevælden indføres 1660 – adelens indflydelse knækkes
Absolutismen kom i Danmark frem ved et skarpere brud med adelen end andetsteds, og den danske adel sank pludselig ned fra den næstmest til den mindst privilegerede i Europa; efter privilegierne af 1661 nød den forskellige æresrettigheder og godsejerprivilegier, men den havde ingen særlig adgang til embeder og ingen skattefrihed. Endda så de første enevoldskonger med største mistro på den gamle adel, og uden støtte fra oven ødelagdes denne af landets ulykkelige, økonomiske forhold og de strenge skattepålæg; at adelen 1670 fik skattefrihed for hovedgårdstaksten blev foreløbig en byrde, da den fulgtes af pligten til at stå inde for fæstebøndernes skatter. På den måde gik det meste adelsgods over på nye hænder inden år 1700, og mange af standens medlemmer blev fattige.

## Adelen organiseres og betitles 1671
Også den danske enevælde ønskede dog at omgive sig med en hofadel, som tillige kunne danne en modvægt mod den gamle adel, og midlerne dertil var at nobilitere borgerlige og naturalisere fremmede adelige. Begge veje blev benyttet, og desuden indførte Christian V 1671 en højadel, bestående af lensgrever og lensbaroner med større privilegier end den øvrige adel. Adelens økonomiske stilling forbedredes også ved oprettelsen af stamhuse.
Kun meget få slægter fra den gamle, danske rigsrådsadel stræbte efter at få del i de nye titler. Blandt grevskaberne og baronierne ses af de gamle uradelsslægter kun slægterne Banner, Bille, Friis, Giedde, Høg, Juel, Juul, Podebusk, Reedtz, Rosenkrantz og Skeel repræsenteret. Af de gamle holstenske slægter blev medlemmer af slægterne Ahlefeldt, Rantzau og Reventlow forlenet med et grevskab eller baroni.
Af medlemmer af rigsrådsadelen, som personligt tog imod en baron- eller grevetitel, kan nævnes Peter Rodsteen, Oluf Rosenkrantz og Otto Thott.
I 1675 skrev en anonym adelsmand – formentlig Mogens Skeel – Grevens og Friherrens Komedie, som var en kritisk satire rettet mod den nye brevadel. Komedien blev dog først udgivet i 1800-tallet.
En særlig art af adelen fremkom ved, at det i rangforordningerne fra 1693 ff. bestemtes, at rang i de tre øverste klasser gav arvelig adel. Denne såkaldte rangadel blev dog allerede ophævet af Christian VI 1730 med tilbagevirkende kraft og anerkendes ikke mere. En menneskealder efter suverænitetens indførelse havde adelen fået et helt nyt præg, en adel af kongens nåde udstyret med store æresrettigheder og ikke få sociale privilegier men uden politisk indflydelse og uden synderlig standsånd. Adelen var talrigt repræsenteret ved hoffet, i officersstanden, i de højere embedsposter; men der fremtrådte næppe noget sted i dens indflydelse en særlig adelig standspolitik. Højadelen havde et unationalt, tysk præg; lavadelen var mere bureaukratisk.

## Om brugen af "von" i Danmark
I Danmark blev det fra ca. 1770 fast praksis for enhver dansk officer at sætte et von foran sit efternavn. "Von" kan i denne sammenhæng siges at være et kendetegn for sværdadelen – en klasse, der ellers ikke var repræsenteret i Danmark. Denne praksis var inspireret af det preussiske militær, hvor de fleste officerer tilhørte landadelen. Omkring 1770 blev brugen af von'et så udbredt, at regeringsmyndighederne benyttede det i officielle skrivelser, men en egentlig anerkendelse fik det aldrig. Indtil 1860 havde danske officerer lov til at sætte et von foran deres familienavn (således løjtnant von Buddinge i Hostrups Gjenboerne, 1844), hvilket har givet næring til den – forkerte – opfattelse, at von automatisk indikerer adelskab. Det er i stedet den nævnte placering i de tre øverste rangklasser, dvs. såkaldt rangadelskab, der har givet anledning til sammenkædningen mellem officerer og adelskab.

## Reformer – adelens privilegier fortabes
De liberale reformer sidst i 1700-tallet indskrænkede godsejernes rettigheder og dermed også de adelige privilegier; de nye skatter pålagdes især det fri hartkorn; kaldsretten til dommer- og præsteembeder blev ændret til en forslagsret osv. Grundloven 1849 ophævede "enhver i Lovgivningen til Adel, Titel og Rang knyttet Forret", ligesom den forbød fremtidig oprettelse af len, stamhuse og fideikommisgods. I 1919 blev de sidste privilegier knyttet til lensvæsenet afskaffet med lensafløsningen.
I nutiden spiller adelen kun en ringe rolle som stand i Danmark. Et afgørende knæk led den ved lensafløsningen. Hvor de fleste herregårde før havde været på adelige hænder, ændrede det sig i løbet af 1920'erne, således at de fleste herregårde i dag er på ikke-adelige ejeres hænder.
Æren ved at høre til adelen eller måske endnu mere fordelene ved ad denne vej at kunne skaffe sine døtre ind i jomfruklostrene gør dog, at adelskab har været ivrig efterstræbt, og ikke få familier fik deres adel anerkendt i 1800-tallet, især i Christian IX's regeringstid (bl.a. medlemmer af slægterne Barner, Bauditz, Bülow, Güntelberg, Haxthausen, Hedemann, Krogh, Linstow, Lütken, Lüttichau, Løvenstierne, Moltke, Obelitz, Rømeling, Scheel, Schleppegrell, Schmettau, Sponneck, Tillisch og Zepelin).
Egentlige nobilitationer var derimod allerede sjældne under Frederik VII (Georg Henrik Lasson, baron Carl Joachim Hambro og Grevinde Danner) og endnu mere under Christian IX (Frederik Rosenkilde, 1867; Charlotte Marie Trap, 1876). Den sidste egentlige adling i Danmark fandt sted under Christian IX i 1903, da de ægte mandlige efterkommere af højesteretsassessor Hans Jacob Koefoed (1785−1870) blev optaget i adelen. I 1913 blev medlemmer af slægten Castonier naturaliseret af Christian X. Dette er formentlig den seneste naturalisation i Danmark.
Den danske adels nulevende medlemmer anføres i Danmarks Adels Aarbog, der et udkommet siden 1884, og kan optages i Dansk Adelsforening. Alt i alt består adelen nu af omtrent 220 slægter, hvoraf ca. 40 lever uden for landet; flere slægter er dog uddøde på mandslinjen. Af de indenlandske slægter har kun omtrent 30 været i Danmark før 1660; halvdelen af disse hører til den gamle danske adel, resten er dels nyadlede af kongerne, dels indvandrede tyske slægter. Over 150 slægter har deres danske adelsskab fra enevoldskongerne; over en tredjedel af dem er dog fremmede i Danmark naturaliserede adelsslægter.

## Navnepraksis ved nyadlinger
Blandt de mange nye adelsnavne var de mest iøjnefaldende navne med et imponerende præg. Det var ikke nogen ny navnetype, da de kendes tilbage i middelalderen, fx Gyldenstierne, Huitfeldt eller Rosenkrantz, der har dannet skole. Ofte er et sådant navn dannet på grundlag af et borgerligt navn, idet der er tilføjet et af de etablerede adelsnavneled (-skiold, -crone, -feldt, -hielm etc.):
- Arentskiold – for oberst Ezechias Levin Arentzen, 1714
- Blixencrone – for justitiarius Hans Blix, 1712
- Castenschiold – for Johan Lorentz Castens, 1745
- Holmskiold – for postdirektør Johan Theodor Holm, 1781
- Kiærskiold – for godsejer Frederik Kiær, 1735
- af Klevenfeldt – for Torkild Kleve, 1747
- Knagenhielm – for lagmand Niels Knag, Bergen, 1721
- von Kragenskiold – for kaptajn Johan Christoffer Krag, 1759
- von Lohendal – for Johan Heinrich von Lohendal, 1720
- Meyercrone for ambassadør Henning Meyer, 1674
- de Mossencrone – for Peder Moss, 1761
- von Nørckencrone – for generalmajor Christian Nørcke, 1754
- von Pottendorpf – for oberst Anton Günther Pott, 1695
- Revenfeld – for greve Conrad Reventlows tre uægte børn, 1695
- Rusenstein – for generalmajor Henrik Ruse, 1671
- von Sommerhielm – for ritmester Otto Matthias von Sommer, 1764
- von Sylverstein – for N.L.H. Sylversten, 1671
- Werenschiold – for godsejer Niels Wernersen, 1697
- Wichfeld – for sekondmajor Th. Fr. Wichmand, 1777

I mange tilfælde er der ikke nogen sammenhæng mellem det tidligere navn og det nye. Ofte er for- og efterled i de nye glansnavne kombineret ganske frit og helt uafhængigt af, om vedkommende i sit borgerlige liv har heddet Schrøder (nu: von Løwenhielm) Schumacher (Griffenfeld) eller Nielsen (Ehrenfeld).
Men ikke i alle tilfælde udløste en adling en tilsvarende navneforandring. Stiftamtmand Oluf Borch Schouboe skrev således i sin ansøgning udtrykkeligt, at han ønskede at beholde sit døbenavn: "Hvad Nafn kunde vel passe bedre for mig end det Nafn jeg nu til mine aldrende Dage haver baaren og som en ærlig Mand af alle hid til haver været bekiendt af, og, om Deres Excellence ikke vil tage det unaadigt op, saa kand ieg med Sandhed sige, at jeg vilde blive en Latter for den ærbare Verden og gandske Ubekiendt, om jeg paa mine gamle Dage forandrede mit Nafn" (citeret efter Albert Fabritius). Den eneste ændring Schouboe ønskede, var at tilføje et de foran navnet: de Schouboe.

## Om dobbeltnavne
De mange dobbeltnavne blandt den danske adel (Brockenhuus-Schack (reelt slægten Brockenhuus), Krag-Juel-Vind-Frijs (reelt slægten Vind), Reedtz-Thott (reelt slægten Reedtz) etc.) skyldes som oftest, at en slægt har måttet tilføje navne til sit eksisterende slægtsnavn samt ændre sit våben som betingelse for at få lov til at overtage et len, stamhus eller fideikommis. Dette er enten sket ved ægteskab, hvor fx bruden som arv eller medgift har besiddet nogle ejendomme, eller ved arv, hvor fx uddøde slægter har betinget sig, at fremtidige besiddere mindes slægten via navnet og en ændring af våbenet.